# Armin Görtz
Armin Görtz, född den 30 augusti 1959 i Dortmund i Tyskland, är en västtysk fotbollsspelare som tog OS-brons i fotbollsturneringen vid de olympiska sommarspelen 1988 i Seoul.